# Наратив
Наратив е термин в литературната теория и критика, също и във философията и семиотиката. Думата в българския език е чуждица, но в най-общия си смисъл терминът се превежда като история, разказ. Често се употребява в естетиката (наративи – сенсибилизиращи, ориентировъчни, съхранителни). В българската литература се използва терминът „нарация“ (narration), чийто превод буквално е „повествование“.
Narrative във френската и в английската научна терминология се използва по различен начин – във френската като прилагателно със значение „повествователна“, а в английската се разбира като текст, за който е характерно обективно описание на поредица от хронологични и причинно-следствено свързани събития.
Понятието е въведено през 1966 с „Природата на наратива“, от американските литературни теоретици Робърт Келог и Робърт Едуард Скоулз, където те дават следното определение – „всички тези литературни произведения, които се различават по две характеристики – присъствието на сюжет и присъствието на разказвач“.
Терминът „наратив“ и до днес е разбиран като повествователен текст, епически текст.
Според речника на Фаулър английското понятие narrative е дадено като „подробен разказ на поредица от факти и събития и установяване на някаква връзка помежду им“.
Причина за попадането на термина „наратив“ в българската научна терминология донякъде е вследствие липсата на специфичен термин за „епически текст“, синоним на термините „лирически текст“ и „драматичен текст“.
Понятието „наратив“ се използва в дисертационния труд, ако не е посочено друго в текста, със следното значение – разказ под формата на филм, който има начало, среда и край, представен в „структуриран формат от серия събития, смислово свързани във времето по причинно-следствен начин“ (Карастоянов, Г. Психология на преднамереното влияние. С.: Изток-Запад, 2012, с. 176).
В своя тесен смисъл наративът е разбиран като вербален текст, който се характеризира с обективно описание, без значение устно или писмено, на поредица от хронологични събития.
В широкия си смисъл наративът се разглежда като семиотично представяне на серия от събития, които са смислово свързани по темпорален и причинно-следствен начин. Пример за това са пиеси, филми, романи, дневници, хроники, комикси, кинопрегледи и други.